# 隐孢衣科
隐孢衣科（学名：[Aphanopsidaceae] 错误：{{Lang}}：文本有斜体标记（帮助））为茶渍目的一科真菌。

## 下属分类
- 隐孢衣属 Aphanopsis
- Steinia